# 小川利夫
小川 利夫（おがわ としお、1926年5月17日 - 2007年7月21日）は、日本の教育学者、名古屋大学名誉教授。

## 経歴
神奈川県出身。東京大学卒。
日本社会事業大学助教授を経て、名古屋大学教育学部助教授。1974年、教授。1977年、教育学部長。1989年、定年退官、名誉教授、愛知大学教授。1997年、退職。日本社会教育学会会長。

## 著書
- 『社会教育と国民の学習権 現代社会教育研究入門』勁草書房　1973
- 『青年期教育の思想と構造 戦後青年期教育史論』勁草書房　1978
- 『教育福祉の基本問題』勁草書房　1985
- 『小川利夫社会教育論集』全8巻 　亜紀書房　1992-2001

## 共編著
- 『社会教育講義』倉内史郎共編　明治図書出版　1964　教育科学叢書
- 『集団就職 その追跡研究』高沢武司共編著　明治図書出版　1967
- 『戦後民主主義教育の思想と運動 高校全入運動の総括と課題』伊ケ崎暁生共著 高校全員入学問題全国協議会編集　青木書店　1971
- 『教育と福祉の権利』永井憲一,平原春好共編　勁草書房　1972　教育法学叢書
- 『社会福祉学を学ぶ 権利としての社会福祉』高島進,高野史郎共編　1976　有斐閣選書
- 『住民の学習権と社会教育の自由』編　勁草書房　1976　教育改革シリーズ
- 『教育と福祉の理論』土井洋一共編著　一粒社　1978　社会福祉と諸科学
- 『現代学制改革の展望』江藤恭二共編　福村出版　1982
- 『戦後日本の教育理論 現代教育科学研究入門』柿沼肇共編　ミネルヴァ書房　1985
- 『愛知の高校入試改革 これからどうする高校進学 入りたい高校が遠のく、私立校がつぶれる』編　エイデル研究所　1987
- 『社会教育の福祉教育実践』大橋謙策共編著　光生館　1987　シリーズ福祉教育
- 『生涯学習と公民館』編著　亜紀書房　1987
- 『GHQの社会教育政策 成立と展開』新海英行共編　大空社　1990　日本占領と社会教育
- 『新社会教育講義』新海英行共編　大空社　1991
- 『日本占領と社会教育 資料と解説』新海英行共編　大空社　1991　日本占領と社会教育
- 『近代日本社会教育論の探究 基本文献資料と視点』新海英行共編　大空社　1994
- 『現代日本の教育実践 教育裁判判例研究』安井俊夫共編　亜紀書房　1995
- 『戦後教育改革構想』寺崎昌男責任編集 小川,平原春好企画・編集　日本図書センター　2000-02
- 『教育福祉論入門』高橋正教共編著　光生館　2001

## 参考
- 教育の文化史〈4〉現代の視座 - 紀伊國屋書店BookWeb
- 日本人名大事典『小川利夫』 - コトバンク
- 小川利夫教授略歴・業績・主要著書 (小川利夫教授退官記念) 名古屋大學教育學部紀要, 教育学科 1989